# Sloanea aberrans
Sloanea aberrans är en tvåhjärtbladig växtart som först beskrevs av Dietrich Brandis, och fick sitt nu gällande namn av Albert Charles Smith. Sloanea aberrans ingår i släktet Sloanea och familjen Elaeocarpaceae. Inga underarter finns listade i Catalogue of Life.